# Portret Antonia de Covarrubias
Portret Antonia de Covarrubias – obraz olejny przypisywany hiszpańskiemu malarzowi pochodzenia greckiego Dominikosowi Theotokopulosowi, znanemu jako El Greco. Portret jest sygnowany: domènikos theotokópoulos epoíei
Antonio de Covarrubias był jednym z największych humanistów swoich czasów, znawca łaciny i greki oraz filozofii, teologii i prawa. Jego bratem był Diego de Covarrubias również prawnik i teolog, który jako arcybiskup i przewodniczący Rady Państwa uczestniczył w soborze trydenckim, gdzie współredagował dekret końcowy. Antonio również uczestniczył w soborze. W 1580 roku został mianowany kanonikiem katedry w Toledo. Wielkim zamiłowaniem darzył rzeźbę, architekturę i malarstwo dzięki czemu (i dzięki znajomości greki) zaprzyjaźnił się El Grekiem. Pod koniec swojego życia całkowicie ogłuchł co nie przeszkadzało mu w prowadzeniu aktywnego życia naukowego.

## Opis obrazu
El Greco w 1602 roku namalował portret swojego przyjaciela. Przedstawił go na neutralnym tle w czarnym stroju, ale z dobrotliwym wyrazem twarzy. Oczy Antonia są nieco asymetryczne o uważnym spojrzeniu głuchego. Usta ma lekko rozchylone, tak jakby czytał z ust rozmówcy. Artysta nie tylko namalował kalectwo modela, ale i sposób przezwyciężania jego skutków.
Postać Antonia El Greco namalował wcześniej wśród postaci uczestniczących w pogrzebie hrabiego Orgaza.
W 1602 roku, El Greco namalował będący pendantem do tego obrazu portret starszego brata Antonia: Diego de Covarrubias.